# Кульджинська рівнина
Кульджинська рівнина — рівнина у Сіньцзян-Уйгурському автономному районі Китаю. Висота над рівнем моря 670—800 м. Опадів близько 225 мм на рік. Рівнина включає долину верхньої течії річки Ілі, а також передгірні рівнини гірських хребтів Боро-Хоро на півночі та Кетмень на півдні. Для рослинності характерні степові і злакові трави.
Це щільно заселена територія — проживають китайці, уйгури (ілійські уйгури), казахи, також є невелика російська громада. Місцеве населення зайняте переважно у землеробстві та тваринництві. Великі міста рівнини — Кульджа і Шуйдін.
| Китай | Це незавершена стаття з географії КНР. Ви можете допомогти проєкту, виправивши або дописавши її. |